# Кутансон
Кутансон (фр. Coutençon) је насељено место у Француској у региону Париски регион, у департману Сена и Марна.
По подацима из 2011. године у општини је живело 289 становника, а густина насељености је износила 46,39 становника/km².

## Демографија
| 1962. | 1968. | 1975. | 1982. | 1990. | 2011. |
| ----- | ----- | ----- | ----- | ----- | ----- |
| 117   | 79    | 106   | 140   | 210   | 289   |